# میدین، نیومکزیکو
میدین (به انگلیسی: Nadine) یک منطقهٔ مسکونی در ایالات متحده آمریکا است که در شهرستان لی، نیومکزیکو واقع شده‌است. میدین ۳۷۶ نفر جمعیت دارد و ۱٬۰۹۷٫۹ متر بالاتر از سطح دریا واقع شده‌است.